# Малоолександрівка (Скадовський район)
Малоолекса́ндрівка — село в Україні, у Скадовській міській громаді Скадовського району Херсонської області. Населення становить 163 осіб.
Відповідно до Розпорядження Кабінету Міністрів України від 12 червня 2020 року № 726-р «Про визначення адміністративних центрів та затвердження територій територіальних громад Херсонської області» увійшло до складу Скадовської міської громади.

## Історія

### Заснування та розвиток села
Початок освоєння території Таврії припадає на кінець XVIII століття — час царювання Катерини II. Російська імператриця дарувала ці неосвоєні землі своїм підлеглим в знак подяки, за їхні заслуги перед Батьківщиною і особисто перед самодержицею. Для заселення територій сюди направлялися селяни-бунтівники, неблагонадійні громадяни Російської держави, зокрема з Курської, Білгородської губерній Росії та з Чернігівської, Харківської, Київської, Полтавської губернії України. Тут почалося будівництво панських маєтків і цілих населених пунктів — від хуторів до невеликих містечок.
В 1840 році дружина колезького асесора Надія Йосипівна (Осипівна) Шумакова переселила сюди селян з Курської та Харківської губерній. Чоловік Надії Йосипівни колезький асесор і кавалер Іван Данилович Шумаков.  
Їх родич Афанасій Шумаков був військовим отримав чин штабс-капітан, також був землевласником проте володів землями в іншій частині Дніпровського повіту. Саме 1840 рік, за даними Таврійського губернського земства від 1886 року, офіційно визнаний датою заснування села Мала Олександрівка. Село назвали Малою Олександрівкою, оскільки почали його будувати поряд з Олександрівкою О.Янченка. За переписом 1858 року в селі нараховувалося 47 кріпосних чоловічої статі. В 1861 році 24 колишніх кріпосних чоловіків отримали по 6,5 десятин на душу, а загалом 156 десятин чорноземних суглинків. З півночі Мала Олександрівка межувало з землями села Могильне (сучасне Привітне Олешківського району), котре належало вдові колезького секретаря Марії Тимофіївні Тищенко та станом на 1861 рік мало 23 кріпосних.
Станом на 9 лютого 1882 року село Мала Олександрівка Великокопанівської волості належало Н. Й. Шумакової, з заходу, сходу і півдня землі села були оточені землями О.І. Фальц-Фейна, з півночі Мала Олександрівка, ще в 1898 році, межувала з землями М. Т. Тищенкової. В 1885 році в селі Мала Олександрівка нараховувалося 23 двори, у яких проживали 62 чоловіки (з них 30 робітників) та 58 жінок. 1887 року 24 жителі села здавали хлібне зерно на зберігання в земський хлібний склад. За даними земства, в 1887 році до Великопанівської фельдшерської дільниці звернулося 13 селян Малої Олександрівки; 1 особа у віці до 1 року, 2 у до 20 років, 4 до 35 років, 3 у віці до 50 років та 3 у віці старше 50 років.
28 жовтня 1895 року в селі Мала Олександрівка відкрилася школа. Завідувачем школи став священик Петро Ладухін — вихованець чернігівської духовної семінарії, а вчителем працював селянин Козьма Васильєва Феоресько, котрий закінчив земську народну школу. Навчальний рік, з 1896 року, починався 1 вересня, а закінчувався 20 травня. Навчалося в школі 8 хлопчиків та 2 дівчинки. Утримання школи становило 80 рублів на рік, 40 з яких надавало повітове земство, 20 церква та ще 20 збирали батьки.
В 1901 році було закладено Олешківський Успенський жіночий монастир, котрий очолила ігуменя Нонна. Цей монастир отримав при селі Мала Олександрівка 120 десятин придатної для ріллі землі.
В 1899 році селяни Малої Олександрівки та Дарівки мали 155,9 десятин землі та 1 вітряний млин. В 1914 році в Малій Олександрівці було 16 дворів, проживало 92 селянина, з яких 42 чоловіки та 50 жінок. Переважна частина селян були росіяни. Вказані селяни мали 117 десятин ріллі. В селі було 10 коней, 4 волів, 15 корів, 8 телят. 14 голів дрібної худоби (свиней, овець, кіз).
Станом на 1916 р. село Мала Олександрівка належало селянину Василю Тимофійовичу Міласенко, і в тому ж році він продав 83,7 десятин землі селянину з Брилівки (нині Олешківського району) Тимофію Михайловичу Стецьку. В цьому ж році в Малій Олександрівці проживало 40 чоловіків та 63 жінки, в усьому селі нараховувалося 42 коня та 39 одиниць великої рогатої худоби.

### Встановлення радянської влади
Під час Українсько-більшовицької війни влада постійно змінювалася, і кожна її зміна супроводжувалася насильницьким зубожінням людей. За п'ять років влада переходила від більшовиків до Армії Денікіна, від денікінців до анархічного угрупування Нестора Махна, від Махна до Врангеля, від врангелівців знов до більшовиків. Олександрівці радо зустрічали більшовиків, оскільки вони їм обіцяли нове, краще, життя. Остаточно радянська влада встановилась на Херсонщині в 1920 році. Першою реформою Радянської влади був адміністративний поділ. В 1923 році Мала Олександрівка віднесена до утвореного Цюрупинського району. Рішенням Президії виконкому Херсонської округи від 28 лютого 1925 році село Мала Олександрівка вилучили з Цюрупинського району та приєднали до Олександрівської сільської ради Скадовського району. Вже в 1927 році в селі нараховувалося 44 сільських господарства, у яких проживали 97 чоловіків та 106 жінок.
В кінці 1920-х — на початку 1930-х років прийшла на село колективізація. Люди сприйняли новинку радянської влади як буденне явище. Причиною того була не тільки якісна агітація комуністичної партії про те, що колгоспи - то майбутнє селян, яка дуже впливала на свідомість, але і їх бідність. На першому засіданні колгоспників було вирішено, що Малоолександрівський колгосп буде носити назву «Сільськогосподарська артіль імені Чкалова», на честь видатного льотчика.
Село почало стрімко розвиватися. За перші десять років тут з'явилась семирічна школа (на той час заклад освіти, який давав повну середню освіту), з'явився клуб і така новинка, як магазин споживкооперації. В колгоспі вирощували багато корів, свиней, овець і коней — основної тяглової сили. Вирощувалися зазвичай зернові культури. В середині 30-х років тут почали вирощувати бавовник, який переробляли на Скадовському бавовноочисному заводі. Вирощували бавовник до 1955 року, після чого його посіви було ліквідовано.
Школа була однією з найкращих в цьому кутку району. Довгий час її директором був Яків Якович Жигаленко. В школі працювало багато вчителів, але вони так швидко змінювалися, що їх ніхто не запам'ятав. У пам'яті багатьох селян залишився вчитель початкових класів — Кравченко Іван Кузьмич, який виховував дітей села протягом тривалого часу.
Трагедія Голодомору 1933 року торкнулась і Малоолександрівки. Держава забрала весь хліб, залишивши комори пустими. А ні в чому не винні люди пухли з голоду і вмирали. Ті, хто залишився живим, згадують, що виживали за рахунок полювань на степових тварин: тушканчиків, ховрахів, куріпок тощо.

### Німецько-радянська війна
В перші дні німецько-радянської війни з Малої Олександрівки добровольцями пішли на фронт півсотні чоловік, наймолодшим з яких було 15 — 16 років. З цієї півсотні дехто пройшов героїчний шлях через всю війну, але 36 солдатів так і не повернулись додому.
Чоловіків, що пішли на фронт, замінили жінки, які проходили короткі курси з підготовки трактористів, шоферів та інших чоловічих професій. Серед жінок прославилася трактористка Ніна Устименко, яка, оволодівши професією тракториста, брала участь в евакуації сільгосптехніки з Таврійської та Чалбаської МТС.
При німецькій окупаційній владі Скадовський район перебував у складі губернаторства Трансністрія. Владу на місцях представляли коменданти, зазвичай німецькі військові чиновники. Птахівська, Радгоспненська, Ульянівська, Тарасівська, Каржинська сільські ради входили до єдиної комендатури, центром якої було село Карга (нині Приморське). По селах управління здійснювалось старостами, призначеними з числа жителів. Це призначення було насильним, і того, хто відмовлявся виконувати обов'язки старости, того розстрілювали. Малоолександрівським старостою було призначено Савченка Олексія. За свого перебування на цій «посаді» він ніколи нікого не покарав, не видав німецьким властям, всіма способами захищав односельців. Але після звільнення села від окупантів його було засуджено на 10 років за співпрацю з німецьким урядом.
Колгосп на той час було евакуйовано. Школа не працювала, вчителі пішли добровольцями на фронт. Першою реформою нацистів в селі було введення в обіг рейхсмарки. Оскільки від колгоспу нічого не залишилось, то німці провели облік земель і розподілили їх між селянами. Завданням селян було сіяти зерно, а 2/3 урожаю віддавати новій владі. Німецька влада панувала в Малоолександрівці до вересня 1943 році. В цьому році Червоній армії вдалося розділити сили противника: частина військ залишилась в Криму, а інша - на підступах до міста Херсона. Основним завданням бійців полку Кириченка, який входив до складу 33-ї Гвардійської дивізії 2-ї Гвардійської армії, було розгромити опорний пункт німців на станції Пойма (нині Олешківський район). Тому для підготовки до цієї відповідальної операції сили Радянської Армії розмістилися в нашому селі. Тут розмістили самохідні бойові машини типу «Катюша», «танкетки» (малогабаритні танки, на яких розташовувалися системи типу «Катюша»), "студера" і 900 солдатів.

### Повоєнні роки
Після звільнення від окупаційного режиму село почало відбудовуватися від занепаду. Повернуто до колгоспу лише частину худоби, техніку до МТС. Почала функціонувати школа, але не як повна середня, а як початкова. Перший післявоєнний випуск учнів 4-го класу був у 1946 році.
В 1950 році три сільгоспартілі: імені Чкалова (Малоолександрівка), імені Комінтерну (Хатки), імені Другої п'ятирічки (Птахівка) об'єдналися в єдине багатогалузеве колективне господарство імені Чкалова. Приблизно в цьому році об'єдналися дві артілі: артіль імені Чапаєва сіл Комунарівки та Комсомольського (колишній хутір Рахманівський) та артіль Пам'яті Якубенка села Миколаївки — в єдиний колгосп імені Чапаєва. У 1956 році колгоспи імені Чкалова і Чапаєва повинні були об'єднатися в єдине господарство, відповідно до проекту райкому КПРС. На загальних зборах, які проходили в с. Птахівці у 1956 році, колгоспники артілі ім. Чапаєва відмовлялися від об'єднання, але після критикуючого виступу першого секретаря Скадовського райкому КПРС, вони згодилися, але за умови, що об'єднаний колгосп буде мати назву імені Чапаєва. З того часу сільськогосподарська артіль імені Чапаєва проіснувала до 1965 року. У цьому році згідно з постановою генсека ЦК КПРС М. С. Хрущова 2/3 колгоспів повинні були бути реорганізовані в радгоспи. З того часу село Малоолександрівка почало новий етап історичного розвитку як 3 відділення радгоспу «Восход».

### Незалежна Україна
24 лютого 2022 року село тимчасово окуповане російськими військами під час російсько-української війни.

## Населення
Згідно з переписом УРСР 1989 року чисельність наявного населення села становила 83 особи, з яких 34 чоловіки та 49 жінок.
За переписом населення України 2001 року в селі мешкали 164 особи.

### Мова
Розподіл населення за рідною мовою за даними перепису 2001 року:
| Мова            | Кількість | Відсоток |
| --------------- | --------- | -------- |
| українська      | 146       | 89.57%   |
| російська       | 5         | 3.07%    |
| інші/не вказали | 12        | 7.36%    |
| Усього          | 163       | 100%     |